# Might Not
"Might Not" é uma canção do rapper canadense Belly, contida em sua oitava mixtape Up for Days (2015). Conta com a participação do cantor conterrâneo The Weeknd, e foi composta por ambos, sendo produzida por Ben Billions, DaHeala e Merlin Watts. O seu lançamento como o primeiro single do produto ocorreu em 18 de dezembro de 2015, através das gravadoras Roc Nation e Republic.

## Faixas e formatos
| Download digital |             |         |  |
| N.º              | Título      | Duração |  |
| 1.               | "Might Not" | 3:45    |  |

## Desempenho nas tabelas musicais

### Posições
| Tabela musical (2016)                  | Melhor posição |
| -------------------------------------- | -------------- |
| Canadá (Canadian Hot 100)              | 28             |
| Estados Unidos (Billboard Hot 100)     | 68             |
| Estados Unidos (Top R&B/Hip-Hop Songs) | 21             |

## Histórico de lançamento
| País           | Data                   | Formato           | Gravadora            |
| -------------- | ---------------------- | ----------------- | -------------------- |
| Estados Unidos | 18 de dezembro de 2015 | Download digital  | Roc Nation           |
| Estados Unidos | 12 de janeiro de 2016  | Rádios rhythmic   | Roc Nation, Republic |
| Estados Unidos | 19 de janeiro de 2016  | Rádios mainstream | Roc Nation, Republic |